# Maria Josefa Calvet i Micas
Maria Josefa Calvet Micas, coneguda esportivament com a Pepa Calvet, (Lleida, 4 de maig de 1956) és una exjugadora de basquetbol catalana,.
Formada al Club Medina de Lleida, jugava en la posició de base. La temporada 1976-77 fitxà pel Real Club Celta de Vigo, amb el qual aconseguí dues lligues espanyoles i una Copa de la Reina. La temporada 1981-82 va fitxar pel Xuncas de Lugo, de la segona divisió femenina. Internacional amb la selecció espanyola en onze ocasions, va disputar el Campionat d'Europa de 1976.

## Palmarès
- 2 Lliga espanyola de bàsquet femenina: 1976-77, 1978-79
- 1 Copa espanyola de bàsquet femenina: 1980-81